# József Széll

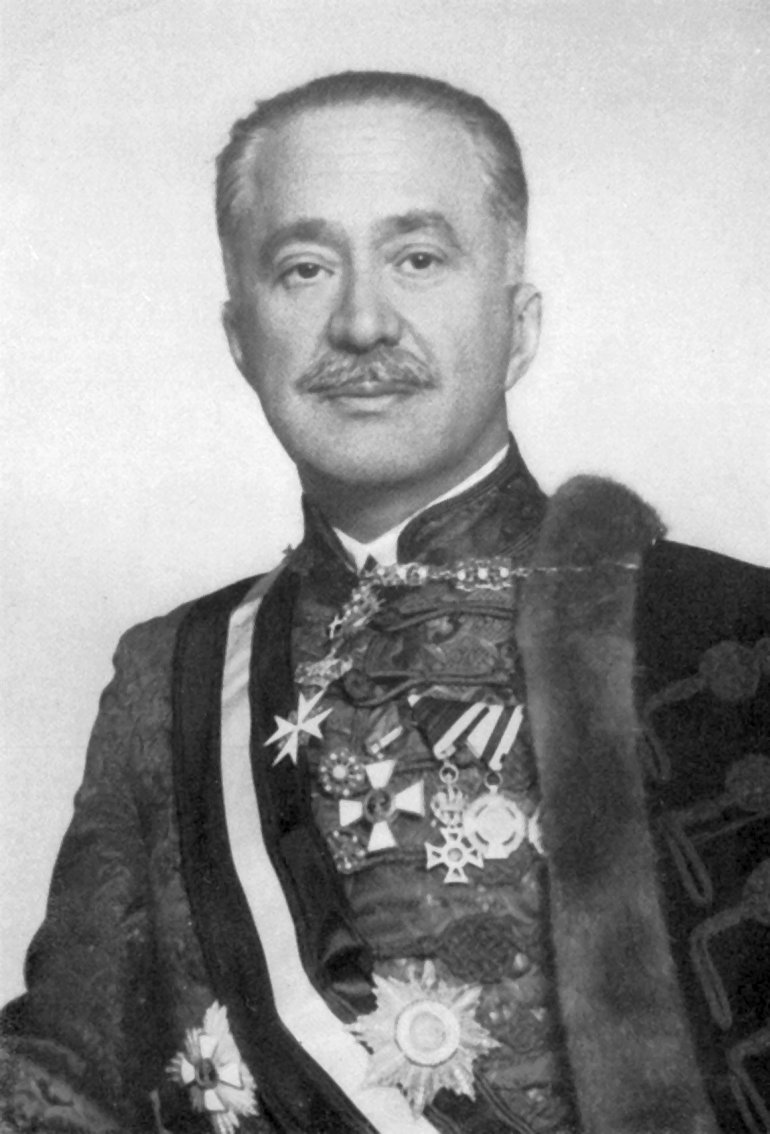
József Széll, 1940

József Széll von Duka und Szentgyörgyvölgy (* 14. Oktober 1880 in Szombathely; † 27. August 1956 in Budapest) war ein ungarischer Politiker, Obergespan und Innenminister (1937/38).

## Leben
Nach dem Jurastudium wurde Széll Tafelrichter im Komitat Kis-Küküllő. Danach war er in diesem Komitat und später im Komitat Maros-Torda Sekretär des Obergespans. 1905 wurde er Obernotar und zwei Jahre später Obergespan des Komitats Fogaras. 1917 wurde er Regierungskommissar für Ernährung der 23 siebenbürgischen und angrenzender Komitate, sowie zum Direktor der Abteilung des Ackerbauministeriums in Siebenbürgen ernannt. Für seine Verdienste erhielt er im selben Jahr das Ritterkreuz des Österreichisch-kaiserlichen Leopold-Ordens. 1925 wurde er Obergespan des Komitats Zemplén und ein Jahr später auch des Komitats Abaúj-Torna. Am 10. April 1937 wurde Széll zum Innenminister im Kabinett von Kálmán Darányi ernannt und führte dieses Amt bis 13. Mai 1938 aus. Im selben Jahr wurde er Abgeordneter im Parlament für den Wahlbezirk Salgótarján. Széll war von 1933 bis 1937 und ab 1941 Mitglied des Oberhauses (felsőház). 